# Hello Ladies
Hello Ladies is een Amerikaanse komedieserie over de belevenissen van het personage Stuart Pritchard, een Engelse webdesigner die naar de Verenigde Staten is verhuisd om daar zijn geluk in de liefde te beproeven. HBO zond de eerste aflevering op 29 september 2013 uit. Op 23 januari 2014 besloot HBO de serie na acht afleveringen te beëindigen met een nog uit zenden 'special'.

## Rolverdeling
- Stephen Merchant als Stuart Pritchard
- Christine Woods als Jessica Vanderhoff, een vriendin van Stuart met wie hij een huis in Los Angeles deelt
- Nate Torrence als Wade Bailey, een vriend van Stuart
- Kevin Weisman als Kives, een vriend van Stuart
- Kyle Mooney als Rory, een vriend van Stuart